# Sterculia foetida

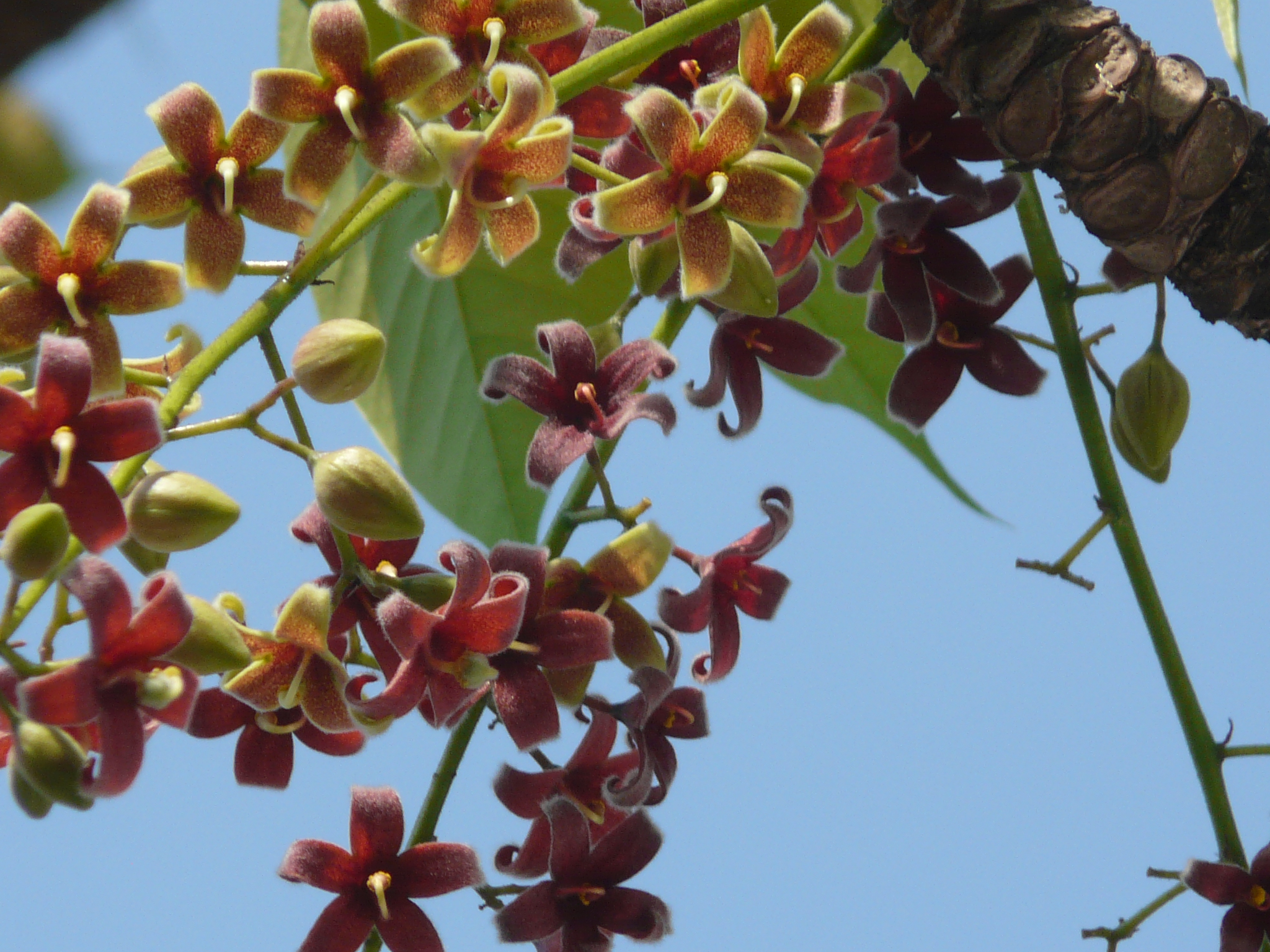
Blütenstand

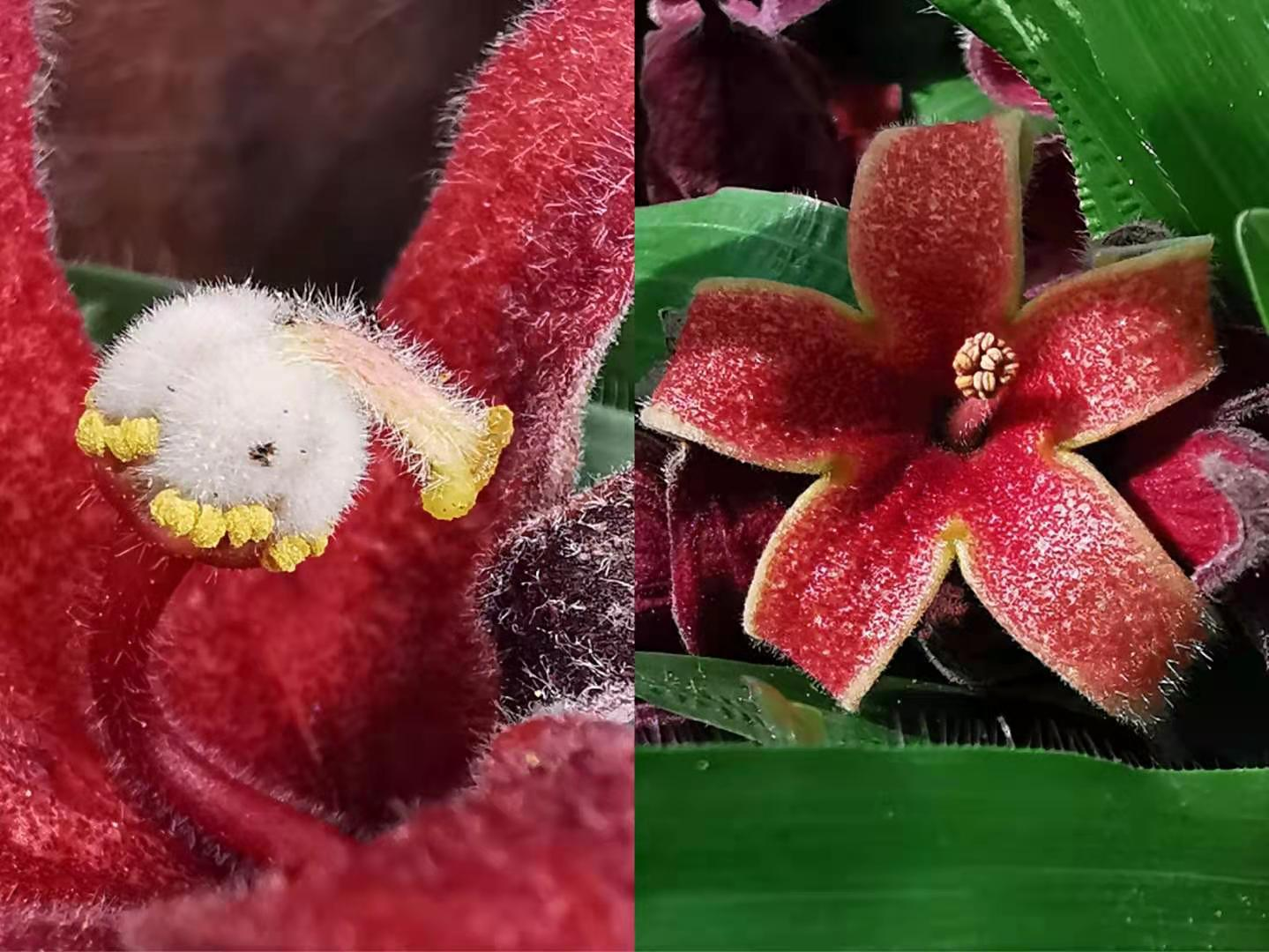
Weibliches Androgynophor und männliche Blüte

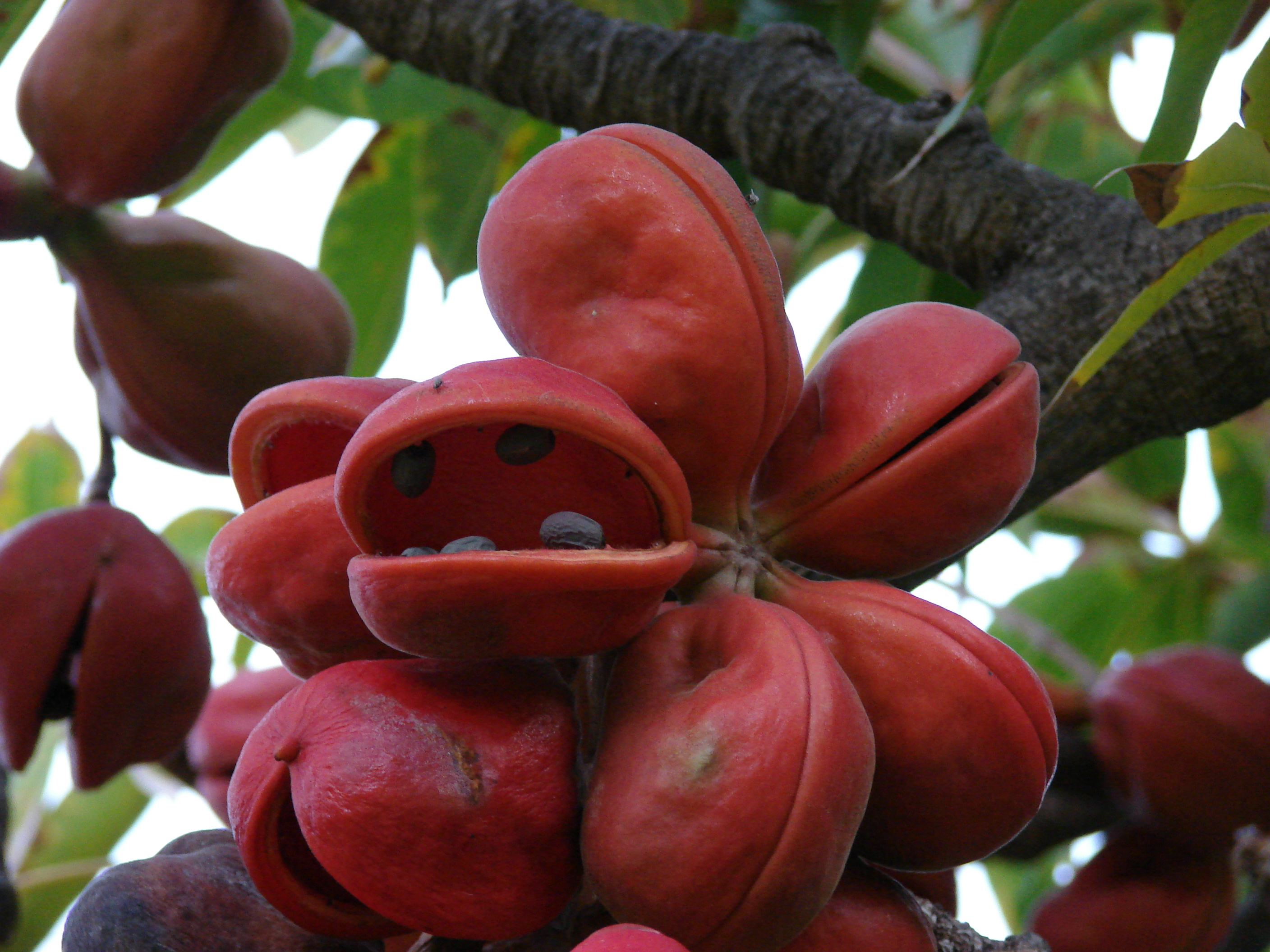
Fruchtstand

Sterculia foetida, der  Fingerblättrige Stinkbaum, die  Stinkmalve, ist ein Baum in der Familie der Malvengewächse aus der Unterfamilie der Sterkuliengewächse aus Indien, Sri Lanka bis ins nördliche Südostasien.

## Beschreibung

### Vegetative Merkmale
Sterculia foetida wächst als laubabwerfender Baum bis zu 40 Meter hoch, bleibt aber meist einiges kleiner. Der Stammdurchmesser erreicht bis über 90 Zentimeter. Es sind oft Wurzelanläufe oder kleinere Brettwurzeln ausgebildet. Die relativ glatte Borke ist gräulich-braun und leicht rissig bis schuppig oder abblätternd. Der Baum führt ein Gummi, Karaya.
Die wechselständigen und gestielten Laubblätter sind an den Zweigenden gehäuft angeordnet. Der Blattstiel ist bis zu 15–20 Zentimeter lang. Die Blätter sind zusammengesetzt handförmig mit bis zu 6–10 Blättchen. Die fast sitzenden, ganzrandigen und eiförmigen bis lanzettlichen Blättchen sind kahl und zugespitzt bis geschwänzt. Sie sind bis etwa 9–16 Zentimeter lang mit keilförmiger Basis. Die Nebenblätter sind abfallend.

### Generative Merkmale
Sterculia foetida ist funktionell monözisch, also mit funktionell eingeschlechtlichen Blüten auf einem Exemplar. Es werden lockere, end- oder achselständige und kürzere Rispen gebildet. Die unangenehm duftenden, meist fünfzähligen und gestielten Blüten mit einfacher Blütenhülle, die Kronblätter fehlen, sind grün-rötlich bis dunkelrot. Die Blütenstiele sind mit einem „Gelenk“ unterteilt. Die fleischigen, schmal-eiförmigen, kurz becherförmig verwachsenen und zurückgelegten bis umgerollten Kelchblätter sind vor allem innen an den Zipfeln feinhaarig und bis 1,6 Zentimeter lang. Die Blüten besitzen jeweils ein leicht behaartes Androgynophor, jenes der männlichen Blüten ist etwas länger. In den weiblichen Blüten ist ein dicht behaarter, gelappter Fruchtknoten, mit fast freien Fruchtblättern, mit kurzem, behaartem Griffel mit kopfiger, gestutzter Narbe und kleine Staminodien mit Antheroden (10–15) enthalten. In den männlichen Blüten sind kurze Staubblätter (10–15) und ein kleiner Pistillode ausgebildet.
Es werden vielsamige, orange-rote und dann braun eintrocknende, holzig-ledrige, etwa boot-, halbmondförmige bis rundliche, etwas aufgeblasen, bespitzte, dickschalige, etwa 8–12 Zentimeter lange, glatte Balgfrüchte gebildet, die meist bis zu fünft in einer Sammelbalgfrucht erscheinen. Die bis zu 10–16 glatten, ellipsoiden Samen pro Frucht sind olivenförmig, bis 2–2,5 Zentimeter lang und gräulich bis schwärzlich. Sie besitzen einen sehr kleinen, orange-gelblichen Arillus.

## Verwendung
Die Samen sind essbar, sie können roh verwendet werden, meistens werden sie aber geröstet oder gekocht. Auch ein Speiseöl kann aus ihnen gewonnen werden. Das nicht trocknende Öl (Javaolivenöl, Stinkbaum-, Sterculiaöl) wird auch in der Malerei oder als Brennmaterial verwendet.
Das Öl enthält viel Sterculiasäure.
Die Samen, Blätter, Früchte und Rinde wie auch das Öl werden medizinisch genutzt.
Das mittelschwere, relativ weiche und nicht beständige Holz, Stinkholz, wird für einige Anwendungen oder zum Schnitzen genutzt.